# توو کولد اسکورپیو
توو کولد اسکورپیو (انگلیسی: 2 Cold Scorpio؛ زادهٔ ۲۵ اکتبر ۱۹۶۵) یک کشتی‌گیر کشتی حرفه‌ای اهل ایالات متحده آمریکا است.
از افتخارات او می‌توان به مسابقات جهانی چمپیون شیپ، و مسابقات فدراسیونی ورستلینگ اشاره کرد.